# HLA-B48
HLA-B48 هو نمط مصلي من مستضد الكريات البيضاء البشرية-ب.